# 유럽 에스페란토 연합
유럽 에스페란토 연합(Eŭropa Esperanto-Unio, EEU)은 유럽의 에스페란토 협회다.
유럽 연합 회원국의 국가 에스페란토 협회의 연합이다. 2년마다 의회를 개최한다. 2007년 7월과 8월에 슬로베니아 마리보르에서 열린 회의에는 폴란드의 말고르자타 한즐리크(Małgorzata Handzlik)와 슬로베니아의 류드밀라 노바크(Ljudmila Novak) 등 유럽 의회 의원 2명을 포함하여 28개국에서 256명의 대표가 참석했다.
2009년 12월 EEU는 프랑스 신문 르몽드에 영어 대신 에스페란토 사용을 옹호하는 전면 광고를 게재했다. 2011년 10월 현재 Seán Ó Riain이 EEU의 회장이다.